# Jean-Pierre Lazzerini
Jean-Pierre Lazzerini, né le 30 septembre 1956 à Paris 12e, (Seine), et mort le 2 septembre 2012 à Trouville-sur-Mer,, dans le Calvados, est un acteur français.

## Biographie
Jean-Pierre Lazzerini commence sa vie professionnelle en faisant du porte à porte pour vendre des tapis. Une cliente lui parle de cours de théâtre. Il s’inscrit et rencontre Patrick Haudecœur.
Avec Patrick Haudecœur, il participe à la création de Thé à la menthe ou t'es citron ? au Café de la Gare. Il  travaille avec Alain Sachs, et tourne régulièrement pour la télévision  Les Bougon, Un flic, PJ, Boulevard du palais et Au siècle de Maupassant : Contes et nouvelles du XIXe siècle, Le Juge est une femme…, et pour le cinéma.
Jean-Pierre Lazzerini meurt d’une crise cardiaque le 3 septembre 2012 à Trouville-sur-Mer, dans le Calvados. Il participait au festival Off Courts de Trouville-sur-Mer et présentait Superstar le dernier long métrage de Xavier Giannoli au Festival du cinéma américain de Deauville.

## Filmographie

### Cinéma

#### Longs métrages
- 1996 : Golden Boy de Jean-Pierre Vergne ;
- 1999 : Un pur moment de rock'n roll de Manuel Boursinhac ;
- 2002 : La cuirasse de Frédéric Provost ;
- 2002 : Astérix et Obélix : Mission Cléopâtre de Alain Chabat ;
- 2002 : La Mentale de Manuel Boursinhac ;
- 2002 : Le Nouveau Jean-Claude de Didier Tronchet ;
- 2003 : À la petite semaine de Sam Karmann ;
- 2004 : Podium de Yann Moix ;
- 2004 : Comme une image de Agnès Jaoui ;
- 2005 : Sauf le respect que je vous dois de Fabienne Godet ;
- 2005 : Paris, je t'aime de Frédéric Auburtin et Gérard Depardieu ;
- 2006 : Les Aristos de Charlotte de Turckheim ;
- 2006 : Un ticket pour l'espace d’Éric Lartigau ;
- 2006 : Selon Charlie de Nicole Garcia ;
- 2006 : Madame Irma de Didier Bourdon ;
- 2007 : Cortex de Nicolas Boukhrief ;
- 2008 : La Jeune Fille et les Loups de Gilles Legrand ;
- 2010 : Monsieur l'Abbé de Blandine Lenoir ;
- 2010 : Le Silence est d'or... de Greg Ruggeri ;
- 2010 : Porn to Be Wild : Jean-Claude Brillantine ;
- 2011 : Halal police d'État de Rachid Dhibou : le commissaire ;
- 2011 : La Planque de Akim Isker : J.F. ;
- 2012 : Superstar de Xavier Giannoli : cameraman à la mairie.

#### Courts métrages
- 2000 : Prime Time, de Sarah Lévy ;
- 2001 : Sherlock Holmes à Trouville, d'Hervé Ganem ;
- 2002 : Balibalo  de  Marc Andréoni. Prix du festival Off-Courts de Trouville-sur-Mer ;
- 2010 : Monsieur l'Abbé de Blandine Lenoir ;
- 2011 : 3 Hommes et un masque de fer de Carnior[3] ;
- 2012 : Le silence est d’or de Greg Ruggieri.

### Télévision

#### Téléfilms
- 2003 : Clémence de Pascal Chaumeil ;
- 2005 : Au crépuscule des temps de Sarah Lévy ;
- 2010 : Un divorce de chien de Lorraine Lévy.

#### Séries télévisées
- 1997 : PJ (1 épisode) Expulsion (19 septembre) - Didier ;
- 2000 : Les redoutables (1 épisode) Prime Time (31 décembre) - Jojo ;
- 2002 : Avocats et Associés (1 épisode) La clef sous la porte (29 mars) - Olivier ;
- 2002 : Le juge est une femme (1 épisode) L’ami d’enfance (13 mai) - Officier de police judiciaire ;
- 2003 : Boulevard du Palais (1 épisode) Trahisons (23 mai) - Schneider ;
- 2003 : Diane, femme flic (1 épisode) La dette (11 décembre) - Bodart ;
- 2004 : La Crim' (1 épisode) Le secret (5 mars) - Legrand ;
- 2004 : Central Nuit (1 épisode) Récidive (17 septembre) - Paul ;
- 2004 : Juliette Lesage, médecine pour tous (1 épisode) Le p’tit (29 septembre) - Claude Vigne ;
- 2005 : Groupe flag (1 épisode) Pas de fumée sans feu (7 octobre) - Patron Garage ;
- 2005 : Léa Parker (1 épisode) Trafic portuaire (30 octobre) - Le contremaître ;
- 2005 : Ørnen : En krimi-odyssé (2 épisodes) (novembre) - Phillipe Kodenavn ;
- 2006 : Sœur Thérèse.com (1 épisode) De main de maître (29 août) - Dalembert ;
- 2006 : Homicides, (1 épisode) L’inconnue du Pont de Bercy - Susini ;
- 2007 : Femmes de loi, (1 épisode) Paroles interdites, Le patron du restaurant du Sud-Ouest ;
- 2008 - 2010 : Les Bougon (5 épisodes) - Franck Chabott ;
- 2009 : Équipe médicale d'urgence (1 épisode) Pleine lune (6 février) - Fils Cornec ;
- 2009 : Un flic (1 épisode) Ligne de fuite (23 septembre) - Jo ;
- 2010 : Au siècle de Maupassant : Contes et nouvelles du XIXe siècle (1 épisode) Crainquebille (3 novembre) - Marcel.

## Théâtre
- 2001 : Frou-Frou les Bains de Patrick Haudecœur
- 2010 : Thé à la menthe ou t'es citron ? de Danielle Navarro-Haudecœur et Patrick Haudecœur